# Pachperwa
Pachperwa là một thị xã và là một nagar panchayat của quận Balrampur thuộc bang Uttar Pradesh, Ấn Độ.

## Địa lý
Pachperwa có vị trí 27°31′B 82°39′Đ / 27,52°B 82,65°Đ Nó có độ cao trung bình là 98 mét (321 feet).

## Nhân khẩu
Theo điều tra dân số năm 2001 của Ấn Độ, Pachperwa có dân số 14.329 người. Phái nam chiếm 52% tổng số dân và phái nữ chiếm 48%. Pachperwa có tỷ lệ 43% biết đọc biết viết, thấp hơn tỷ lệ trung bình toàn quốc là 59,5%: tỷ lệ cho phái nam là 50%, và tỷ lệ cho phái nữ là 34%. Tại Pachperwa, 20% dân số nhỏ hơn 6 tuổi.